# 约瑟芬·奥尔松
约瑟芬·奥尔松（瑞典語：Josefin Olsson，1989年8月23日—），瑞典女子帆船运动员。她曾代表瑞典参加2012年、2016年和2020年夏季奥林匹克运动会帆船比赛，其中2020年奥运会获得一枚银牌。